# Saints-Geosmes (commune déléguée)
Saints-Geosmes (commune déléguée) est une ancienne commune française située dans le département de la Haute-Marne en région Grand Est.
Le 1er janvier 2016, elle fusionne  avec Balesmes-sur-Marne pour former la commune nouvelle de Saints-Geosmes

## Géographie

### Localisation
Saints-Geosmes est situé à trois kilomètres au sud de Langres.

## Toponymie
Attestée sous la forme Sanctorum Geminorum en 814.

Il s'agit du pluriel du latin sanctus et du nom de saint au pluriel Gemini, soit « les saints jumeaux ».

Le singulier administratif  Saint-Geosmes, qui peut faire penser à un faux saint, est récent

## Histoire
Saints-Geosmes est l'altération de « Saints Jumeaux ». Il s'agit de trois frères jumeaux grecs : Speusippe, Méleusippe et Éleusippe, saints patrons de Saints-Geosmes, qui auraient été martyrisés par les Romains, martyrisés, écartelés et brûlés, sous ses yeux  dans le village  au IIe siècle en 155.
Le cimetière communal renferme un « martyrat » élevé jadis sur les lieux où la tradition place le supplice des triplés.
Le culte des trois jumeaux est à l'origine du développement d'une abbaye bénédictine, puis d'un prieuré au XIIe siècle qui dura jusqu'au XVIIIe siècle.
Le village s'est développé au carrefour de deux voies romaines : de Andemantunnum à Lugdunum et l'autre reliant Andemantunnum à Augustodunum.

## Politique et administration

### Liste des maires
| Période                                  | Période          | Identité      | Étiquette | Qualité |
| ---------------------------------------- | ---------------- | ------------- | --------- | ------- |
| Les données manquantes sont à compléter. |                  |               |           |         |
| mars 2001                                | 31 décembre 2015 | Jacky Maugras |           |         |

| Période      | Période  | Identité      | Étiquette | Qualité |
| ------------ | -------- | ------------- | --------- | ------- |
| janvier 2016 | En cours | Jacky Maugras |           |         |

## Population et société

### Démographie
L'évolution du nombre d'habitants est connue à travers les recensements de la population effectués dans la commune depuis 1793. À partir du 1er janvier 2009, les populations légales des communes sont publiées annuellement dans le cadre d'un recensement qui repose désormais sur une collecte d'information annuelle, concernant successivement tous les territoires communaux au cours d'une période de cinq ans. 
Pour les communes de moins de 10 000 habitants, une enquête de recensement portant sur toute la population est réalisée tous les cinq ans, les populations légales des années intermédiaires étant quant à elles estimées par interpolation ou extrapolation. Pour la commune, le premier recensement exhaustif entrant dans le cadre du nouveau dispositif a été réalisé en 2004,.
En 2013, la commune comptait 919 habitants, en évolution de −4,87 % par rapport à 2008 (Haute-Marne : −2,45 %, France hors Mayotte : +2,49 %).
| 1793 | 1800 | 1806 | 1821 | 1831 | 1836 | 1841 | 1846 | 1851 |
| ---- | ---- | ---- | ---- | ---- | ---- | ---- | ---- | ---- |
| 403  | 445  | 430  | 484  | 493  | 432  | 496  | 582  | 564  |

| 1856 | 1861 | 1866 | 1872 | 1876 | 1881 | 1886 | 1891 | 1896 |
| ---- | ---- | ---- | ---- | ---- | ---- | ---- | ---- | ---- |
| 553  | 558  | 520  | 538  | 452  | 755  | 692  | 765  | 681  |

| 1901 | 1906 | 1911 | 1921 | 1926 | 1931 | 1936 | 1946 | 1954 |
| ---- | ---- | ---- | ---- | ---- | ---- | ---- | ---- | ---- |
| 490  | 609  | 543  | 470  | 350  | 361  | 333  | 313  | 333  |

| 1962 | 1968 | 1975 | 1982 | 1990 | 1999 | 2004 | 2009 | 2013 |
| ---- | ---- | ---- | ---- | ---- | ---- | ---- | ---- | ---- |
| 343  | 364  | 510  | 563  | 872  | 864  | 920  | 974  | 919  |

## Culture locale et patrimoine

### Lieux et monuments
- L'église des Trois-Jumeaux, XIIIe siècle avec sa crypte carolingienne du IXe siècle où ont été retrouvés dans les années 1990 les ossements de trois frères jumeaux du IIe siècle aux os cassés en de multiples endroits qui confirment la légende des trois frères jumeaux,   Classée MH (1892, 1909, crypte, église)[6],[7],[8].

Saints-Geosmes tire son nom des Saints-Jumeaux prénommés : Eleusippe, Melasippe et Speusippe, patrons de la paroisse qui auraient été martyrisés au IIe siècle par les romains.
- Le fort de la Bonnelle ou fort Decrès et quelques ouvrages militaires de la fin du XIXe siècle témoignent  également d’un passé militaire, Saints-Geosmes faisant partie du dispositif de la ceinture fortifiée de Langres.

### Héraldique
| Armes de Saints-Geosmes | Les armes de Saints-Geosmes se blasonnent ainsi : de gueules aux trois palmiers arrachés d’or. |